# 선형계
선형계(線型系)는 선형 운산부호를 이용한 계의 수학 모형이다. 선형계는 일반적으로 더 넓은 범위의 비선형의 경우보다 훨씬 더 특징이 단순하다. 이를 다루는 이론을 선형계론이라고 부른다.

## 예
다음과 같은 입력이 있다고 하자.
{\displaystyle x_{1}(t)\,}
{\displaystyle x_{2}(t)\,}
이에 따른 출력이 다음과 같다고 할 때
{\displaystyle y_{1}(t)=H\left\{x_{1}(t)\right\}}
{\displaystyle y_{2}(t)=H\left\{x_{2}(t)\right\}}
선형계는 임의의 스칼라 값 {\displaystyle \alpha \,}와{\displaystyle \beta \,}에 대하여 다음을 만족하여야 한다.
{\displaystyle \alpha y_{1}(t)+\beta y_{2}(t)=H\left\{\alpha x_{1}(t)+\beta x_{2}(t)\right\}}

## 같이 보기
- 선형
- 비선형계
- LTI 체계이론